# Urolosia opalicincta
Urolosia opalicincta är en fjärilsart som beskrevs av Druce 1898. Urolosia opalicincta ingår i släktet Urolosia och familjen björnspinnare. Inga underarter finns listade i Catalogue of Life.